# Шоломниця східна
Шоломниця східна (Scutellaria orientalis) — вид квіткових рослин родини глухокропивових (Lamiaceae).

## Біоморфологічна характеристика
Це багаторічна рослина 5–45 см. Стебла неясно чотирикутні. Листки знизу біло- або сіро-повстяні, надрізано-зубчасті, пластинка яйцеподібно-еліптична чи лінійна, 5–30 мм. Суцвіття — кінцевий колос із чотирикутними рядами квіток, зазвичай щільними з ± суцільними приквітками. Віночок 20–32 мм, зазвичай жовтий, іноді червонувато-плямистий або з червоною верхньою чи нижньою губою чи цілком рожевий, яскраво-червоний, цегляно-червоний або багряний, ± запушений. Горішки довгасті.

## Поширення
Марокко, Південь Європи (Албанія, Болгарія, Росія, Греція, Крим, Іспанія, колишня Югославія), захід Азії (Іран, Ліван-Сирія, Південний Кавказ, Туреччина).
В Україні вид зростає на кам'янистих схилах та оголеннях — у гірському Криму.